# Caridina evae
Caridina evae е вид десетоного от семейство Atyidae. Видът не е застрашен от изчезване.

## Разпространение и местообитание
Разпространен е в Габон, Камерун, Либерия, Нигерия и Сиера Леоне.
Обитава сладководни басейни и потоци.